# Ginger Lynn
Ginger Lynn Allen (ur. 14 grudnia 1962 w Rockford) – amerykańska aktorka występująca głównie w filmach pornograficznych, uważana przez wielu za największą gwiazdę porno wszech czasów. Była pierwszą gwiazdą porno, która podpisała umowę na wyłączność z dużą firmą produkcyjną Vivid Entertainment. W 2002 została umieszczona na siódmym miejscu na liście 50. największych gwiazd branży porno wszech czasów przez periodyk Adult Video News.

## Życiorys

### Wczesne lata
Urodziła się w Rockford w stanie Illinois. Jej rodzice rozwiedli się, gdy miała 13 lat. Ukończyła Rockford West High School (1981). W 1982 roku wyjechała do Kalifornii, aby odwiedzić swojego chorego dziadka. Zdecydowała się jednak tam pozostać i znalazła pracę jako menedżerka w sklepie 'Record Musicland' w Redlands. Przez prawie rok mieszkała w przyczepie w jednej z najgorszych części miasta. Dorabiała jako modelka w reklamie.

### Kariera
W 1984 pozowała nago dla magazynu  „Penthouse” i dostała się do branży porno. W swoim debiutanckim filmie Surrender in Paradise (1984) świętowała swoje 21. urodziny na Hawajach. Pracowała w branży od grudnia 1983 do lutego 1986, wystąpiła dokładnie w 69 filmach pornograficznych, z wielkim sukcesem obok takich gwiazd tamtych czasów, jak Traci Lords, Amber Lynn czy John Holmes. Do jej popularności przyczyniły się sesje zdjęciowe do magazynów dla panów, w tym  „Playboy”, a także rozkwit rynku VHS, dzięki czemu filmy dla dorosłych regularnie wychodziły na kasetach wideo. Była także scenarzystką i reżyserką kilku filmów.
Po przejściu  „złotej ery filmów pornograficznych”, w 1987 opuściła branżę porno i zaczęła występować w przeciętnych filmach amerykańskich, w tym w horrorze Bękarty diabła i komediowej serii dla nastolatków American Pie. Pojawiła się również w teledysku zespołu Metallica do utworu „Turn The Page” z albumu Garage, Inc. z 1998.
Występowała w całym kraju w klubach dla panów, przeprowadzała wywiady radiowe i pojawiała się jako prezenterka na targach erotycznych dla dorosłych. W marcu 2006 roku został gospodarzem audycji radiowej Playboy Sirius Satellite Radio, a w 1999 roku podpisała kontrakt z VCA Pictures aż do roku 2010, występując m.in. w Dirty Rotten Mother Fuckers 1 (2007) z o 24 lata młodszym od niej Jamesem Deenem i Seasoned Players 4 (2008) z Tomem Byronem.

## Życie prywatne

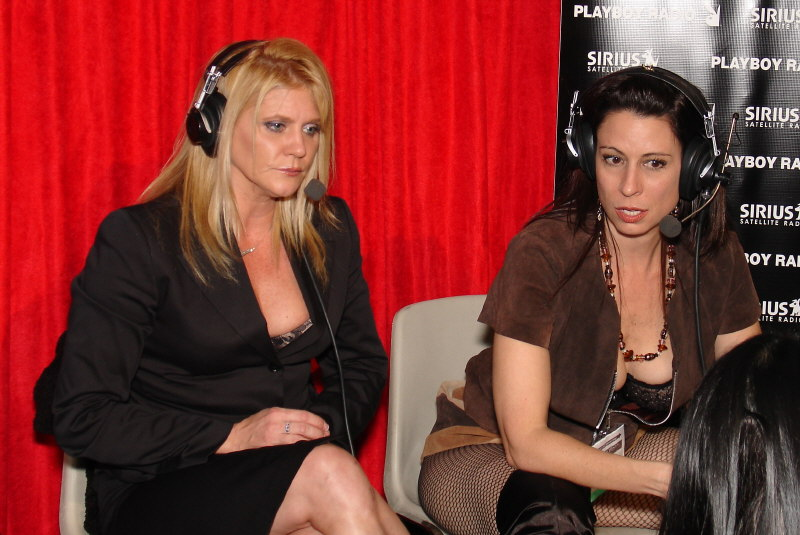
Ginger Lynn i Christy Canyon w trakcie wywiadu

W 1991 została skazana za przestępstwa podatkowe i spędziła 4 miesiące i 5 dni w areszcie.
Spotykała się z takimi znanymi artystami jak Billy Idol, George Clooney, Ron Jeremy (1984), Corey Feldman (1986), Lou Diamond Phillips (1986), Christian Slater (1990), Jeff Conaway (2003-2004), Mark Davis (2007-2008).
W latach 1990–96 miała romans z aktorem Charliem Sheenem.
Ze związku z Ralphem Garmanem ma syna (ur. 24 marca 1996).

## Nagrody
| Rok  | Nagroda            | Kategoria                                   | Film                                                  | Inni wykonawcy |
| ---- | ------------------ | ------------------------------------------- | ----------------------------------------------------- | --- |
| 1985 | XRCO Award         | Gwiazdka roku                               | –                                                     | – |
| 1985 | XRCO Award         | Wykonawczyni roku                           | –                                                     | – |
| 1985 | XRCO Award         | Video Vixen                                 | –                                                     | – |
| 1985 | AVN Award          | Najlepsza nowa gwiazdka                     | –                                                     | – |
| 1985 | AVN Award          | Najlepsza scena seksu w parze – film        | Kinky Business 1 (1984)                               | Tom Byron |
| 1986 | XRCO Award         | Najlepsza scena seksu grupowego po omacku   | New Wave Hookers 1 (1985)                             | Tom Byron i Steve Powers |
| 1986 | AVN Award          | Najlepsza scena seksu w filmie fabularnym   | Dziesięć małych dzieweczek (Ten Little Maidens, 1985) | Amber Lynn, Janey Robbins, Nina Hartley, Lisa De Leeuw, Harry Reems, Jamie Gillis, Richard Pacheco, Paul Thomas i Eric Edwards |
| 1986 | AVN Award          | Najlepsza aktorka – wideo                   | Project: Ginger (1985)                                | – |
| 1986 | AVN Award          | Najlepsza scena seksu w parze – wideo       | Slumber Party (1984)                                  | Eric Edwards |
| 1987 | AVN Award          | AVN Hall of Fame (Sala Sław)                | –                                                     | – |
| 1992 | F.O.X.E            | Ulubienica wszech czasów według fanów       | –                                                     | – |
| 1995 | XRCO Award         | XRCO Hall of Fame                           | –                                                     | – |
| 1997 | Legends of Erotica | Hall of Fame (Sala Sław)                    | –                                                     | – |
| 2000 | XRCO Award         | Najlepsza scena seksu samych dziewczyn      | Torn (1999)                                           | Chloe |
| 2002 | AVN Award          | Najlepsza aktorka – film                    | Taken (2000)                                          | – |
| 2007 | NightMoves Award   | NightMoves Adult Entertainment Hall of Fame | –                                                     | – |
| 2024 | Urban X Award      | Hall of Fame (Aleja Sław)                   | –                                                     | – |

## Filmografia
| Rok  | Tytuł                                                               | Rola                 | Reżyser            |
| ---- | ------------------------------------------------------------------- | -------------------- | ------------------ |
| 1989 | Vice Academy                                                        | Holly Wells          | Rick Sloane        |
| 1989 | Wild Man                                                            | Dawn Hall            | Fred J Lincoln     |
| 1990 | Vice Academy 2                                                      | Holly Wells          | Rick Sloane        |
| 1990 | Młode strzelby II                                                   | Dove                 | Geoff Murphy       |
| 1991 | Vice Academy 3                                                      | Holly Wells          | Rick Sloane        |
| 1991 | Być dziwką                                                          | ranna dziewczyna     | Ken Russell        |
| 1993 | Kłopotliwy bagaż (Trouble Bound)                                    | dziewczyna w TV      | Jeffrey Reiner     |
| 1993 | Nowojorscy gliniarze                                                | Monique              | Daniel Sackheim    |
| 1993 | Bound and Gagged: A Love Story                                      | Leslie               | Daniel Appleby     |
| 2000 | The Independent                                                     | major Kitty Storm    | Stephen Kessler    |
| 2003 | X-Rated Ambition: The Traci Lords Story (film dokumentalny)         | w roli samej siebie  | Simon Kerslake     |
| 2005 | American Pie: Wakacje                                               | pielęgniarka Sanders | Steve Rash         |
| 2005 | Bękarty diabła (The Devil's Rejects)                                | Fanny                | Rob Zombie         |
| 2006 | Kisses and Caroms                                                   | Pani Whiteman        | Vincent Rocca      |
| 2012 | Satan's Angel: Queen of the Fire Tassels (film dokumentalny)        | w roli samej siebie  | Joshua M. Dragotta |
| 2014 | The Golden Rules of Porn (film dokumentalny)                        | w roli samej siebie  | Kevin Hylands      |
| 2016 | X-Rated 2: The Greatest Adult Stars of All-Time (film dokumentalny) | w roli samej siebie  | Bryn Pryor         |
| 2016 | 31                                                                  | Cherry Bomb          | Rob Zombie         |